# カワサキ・GPZ400R
カワサキ・GPZ400R （ジーピーゼットよんひゃくアール）は、川崎重工業が1985年に発売したロードスポーツタイプのオートバイである。

## 概要
「アルミクロスフレーム (AL-X CROSS FRAME) 」と呼ばれる独特な形状のアルミ製ダブルクレードルフレームと前後16インチホイールを採用した。エンジンでは、水冷４気筒16バルブが搭載され、59ps/12000rpm 3.6kgf・m/10500rpm 最高速度205km/hを発揮する。
発売初年の1985年には18,200台、翌1986年には11,731台が生産され、1980年代のオートバイブームにおいてのベストセラーであった。当時のカワサキは、他社が主力としていた レーサーレプリカ を主力モデルとはせず、レーサーレプリカ並の動力性能を持ちながらも低いシート高にアップライトなポジションを持つなど、あくまで公道での乗りやすさを追求したスポーツバイクとしての性格を与えた。1987年に後継モデルとしてGPX400Rが発売されたが、1989年のD-4型まで製造され続けた。日本国外では600cc版が長寿モデルとなった。
後継モデルであるGPX400Rは着実な改良がなされていたが、ヒットモデルの後のキープコンセプトなだけに新規性に乏しく、おとなしいデザインと地味なカラーパターン、スチール丸パイプに戻ったフレームなど、カタログスペックで販売が大きく左右される時代性とも相まって、並行して販売されたGPZの方が人気となり、販売台数はわずか4,000台程度にとどまった。GPX400R搭載のために改良されたエンジンは、GPZ400RのD4/D4A型に搭載された。

## 車両解説
シリンダーヘッドは構造的にGPZ900Rシリーズによく似た手法で水冷化されており、二股ロッカーアームによる1カム2バルブ駆動、シリンダーはウエットライナーでスリーブを直接冷却する。その一方で、クランクケース周りは空冷4気筒のZ400FX（1979年）の基本設計をそのまま踏襲しており、一次減速がハイボチェーンで、プライマリーシャフトを持つ四軸構成となっている。
ちなみに後継機種であるZZR400に採用されたエンジンは同じセンターカムチェーン方式を採用するものの完全な新設計であり、GPZ400RおよびGPX400Rのエンジンとの共通部分はほとんどない。

## モデル一覧
- ZX400-D1　1985　000001～
- ZX400-D2　1986　019224～
- ZX400-D3　1987　033018～
- ZX400-D3A　上記に同じ
- ZX400-D4　1989　044201～
- ZX400-D4A　上記に同じ
- 末尾Aは基本モデル外装色以外の物　D3Aは、赤灰。D4Aは、赤黒。D3とD4の基本モデルは、エボニー（黒）

### D1 - D3
- 最も大量に生産されたタイプで、アンチノーズダイブ機構（AVDS）はブレーキラインから分岐した油圧プランジャによるもの、オートマチック・バリアブル・ダンピングシステム機構（AVDS）は積層バルブによるものである。
- D1はプラグホール付近に水が溜まりやすく雨天時に失火しやすかったが、D2以降は対策された。
- 機能的にはほぼ同一でカラーが異なるのみ。D1ではアッパーカウルサイドに「GPZ400R」だがD2以降「Ninja」ロゴが入る。D3以降は当時流行のブラックモデルが販売される。D3の基本外装が黒になる。D1からD2で故障が多かったCDIが、D3では対策品に変わっている。
- D1カラーはタンクに白ラインが入り3色を使ったモデル（エボニー×ファイヤクラッカーレッド）ライン基本で逆の赤基本ベースモデル（ファイヤクラッカーレッド×パールアスペンホワイト）の2種類テール部分には「Liquid Cooled 16-VALVE」のロゴ
- D2カラーは2色。黒赤（エボニー×ファイヤクラッカーレッド）と白赤（ポーラホワイト×サンビームレッド）これに限定カラーが存在する。この基本モデルのテール部分には「GPZ400R」ロゴが入る。
- D2限定ブラック&ガンメタ&赤ライン（エボニー×パールコスミックグレー）の限定カラー　GPZ400Rリミテッド（メーカー全国限定1000台）が販売される。このタイプのみホイールは赤。後にも先にも赤のホイールはLTDのみの限定となる。（ほかの物は黒に統一）
- D2限定ライムグリーン&ホワイトの限定カラー（販売店限定300台だが、異なるラインがあり実際の販売台数は不明）
- D2では一部GPZ600Rと同じカラーリングの限定車が存在した。この頃が一番限定モデルが出た時期である。
- D3カラーは黒（エボニー）と赤灰（キャンディパーシモンレッド×メタリックグレーストーン）モデルがある。テール部分には「GPZ」ロゴのみ。黒のモデルのみマフラーも黒である。
- D3モデルでは、各部パーツの軽量化、バルブスプリングの強化、コネクティングロッドの特殊表面処理などを施している。また、D1〜D2でトラブルの多かったイグナイターユニットは対策品に変更している。

### D4 / D4A
- 後継車のGPX400R（ZX400F）と、エンジンや足回り等を共通化したタイプ。
- キャブレターセッティングの変更、マフラーの大型化。（GPX400Rとも異なる）
- 圧縮比変更（11.0→11.4）
- カムシャフト、シリンダーヘッド、ピストン、オイルリング、シリンダー、クランクシャフトの変更。
- フロントブレーキディスク大型化　ブレーキキャリパーをシングルピストンタイプからデュアルピストンに変更
- フロントフォークのエア注入バルブ廃止
- アンチノーズダイブ機構（AVDS）が電磁ソレノイドによる電気式（ESCS）に。
- リヤブレーキディスク小径化　キャリパをシングルピストンタイプからデュアルピストンタイプに変更
- 点火制御にデジタルイグナイタを採用。オルタネータロータの変更。抵抗入りスパークプラグの採用
- グラブバーが標準装備される。（D3までオプション扱い）
- スピードメーター速度警報装置の廃止
- ウインカースイッチにプッシュキャンセル式を採用
- 乾燥重量が181kgに増加

### その他の派生型

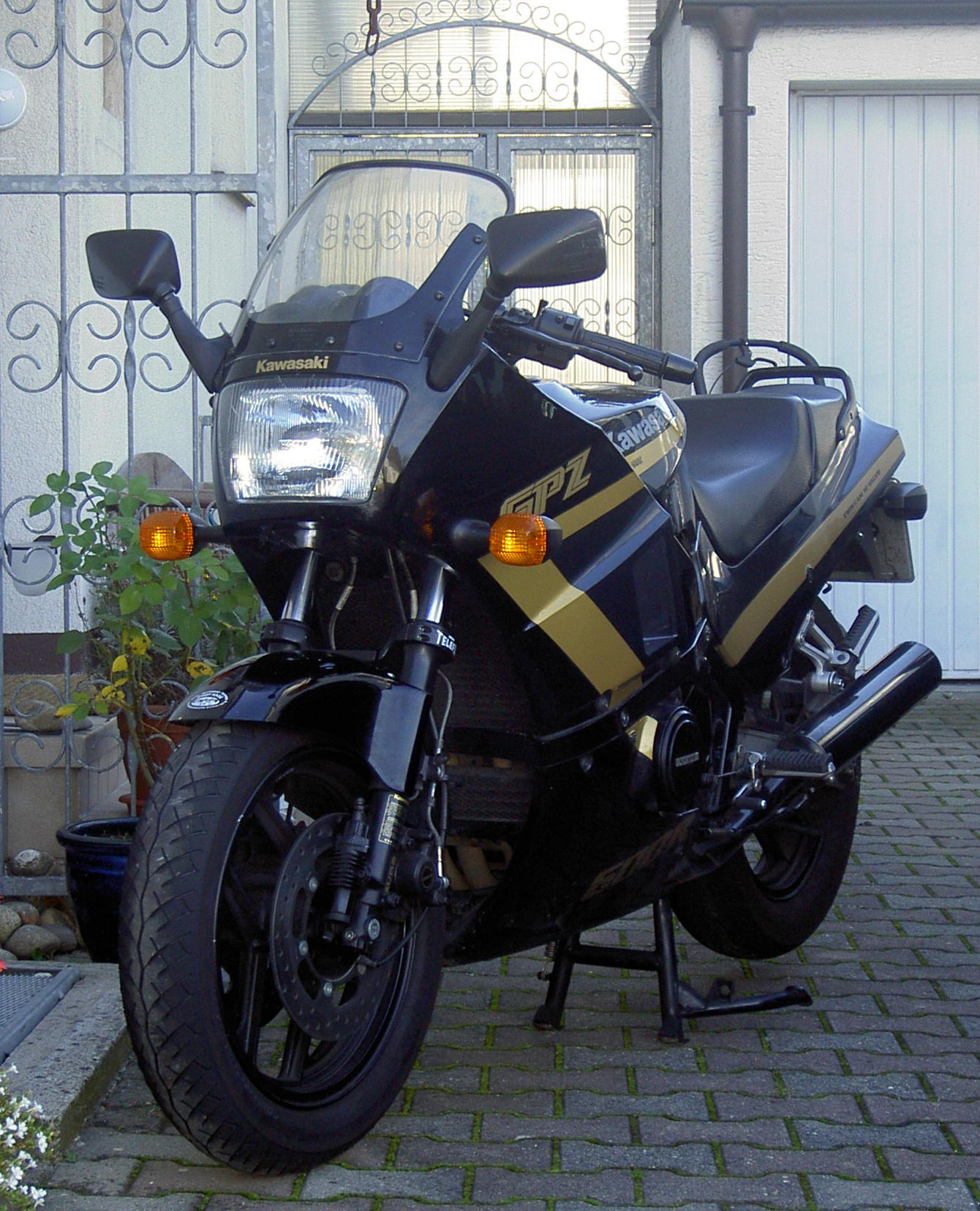
GPZ600R

- GPZ400R F-3仕様

メインフレーム、スイングアーム、トップブリッジが補強された。フォークはGPZ600Rの物が流用されていて、アンチダイブ(AVDS)はカットされた。エンジンでは、ポート形状変更、吸入ショート化、小型プラグ、カムシャフト、バルブ周り、専用シリンダー、ピストン、コンロッド、クロスミッション、追加ラジエターなど、専用のエンジンとなって、65ps／13000rpm 3.8kg-m/10500を発揮する。販売台数は30台(86年のコンプリート車)で、有力チームのみ販売であった。価格は¥10.95.000と高額で保安部品はなく、公道走行不可。
- GPZ600R

主に輸出を目的とした車両でメインフレームがスチール製で、サイドメンバーはボルト留めのダミー。足回り(フォーク、キャリパー、専用フォークステム、110/90/16の、Fタイヤ・ホイール)が専用の物となっている。輸出先によって、リアフェンダーとウィンカーなどが、国内と違う場合がある。GPZ400Rではオプション扱いだったグラブバーとオイルクーラーが標準装備。
ごく少数（2年間で1,500台）の日本仕様車も販売された。
87年には北米向けには日本国内向けGPZ400Rと同型のアルミフレームを使用したホモロゲーションマシンのZX600Bが生産された。(スチールフレームはZX600A)
- GPZ500R

400、600のベースマシン。ヨーロッパの一部の国向けに作られた輸出専用車。
- FX400R

フロント側のカウルを廃したカウルレスバージョン。フレームは600Rと同様にスチール製が採用され、サイドメンバーは付属しない。テールカウルは専用デザインであり、フレームマウント式の角型ヘッドライトや三連メーター、4 into 1式の集合マフラーと専用のリザーブタンクを装備。スプロケットは、GPZ400Rと比較して、中低速よりにセッティングされている。他のモデルとは異なり、燃料計が装備されていない。また、新車から約1000kmでカムシャフトの焼き付きというトラブルが発生し、リコールとなった。熱処理の失敗が原因であり、そのロット全てが、カムシャフトの交換となった。
レプリカブームの時期に見られた「カウル標準装備車種のネイキッド仕様車」という独特なコンセプトを持ち、1986年のE1から1990年のE5までGPZ400Rと並行してラインナップされた。